# Smältarmossgruvan

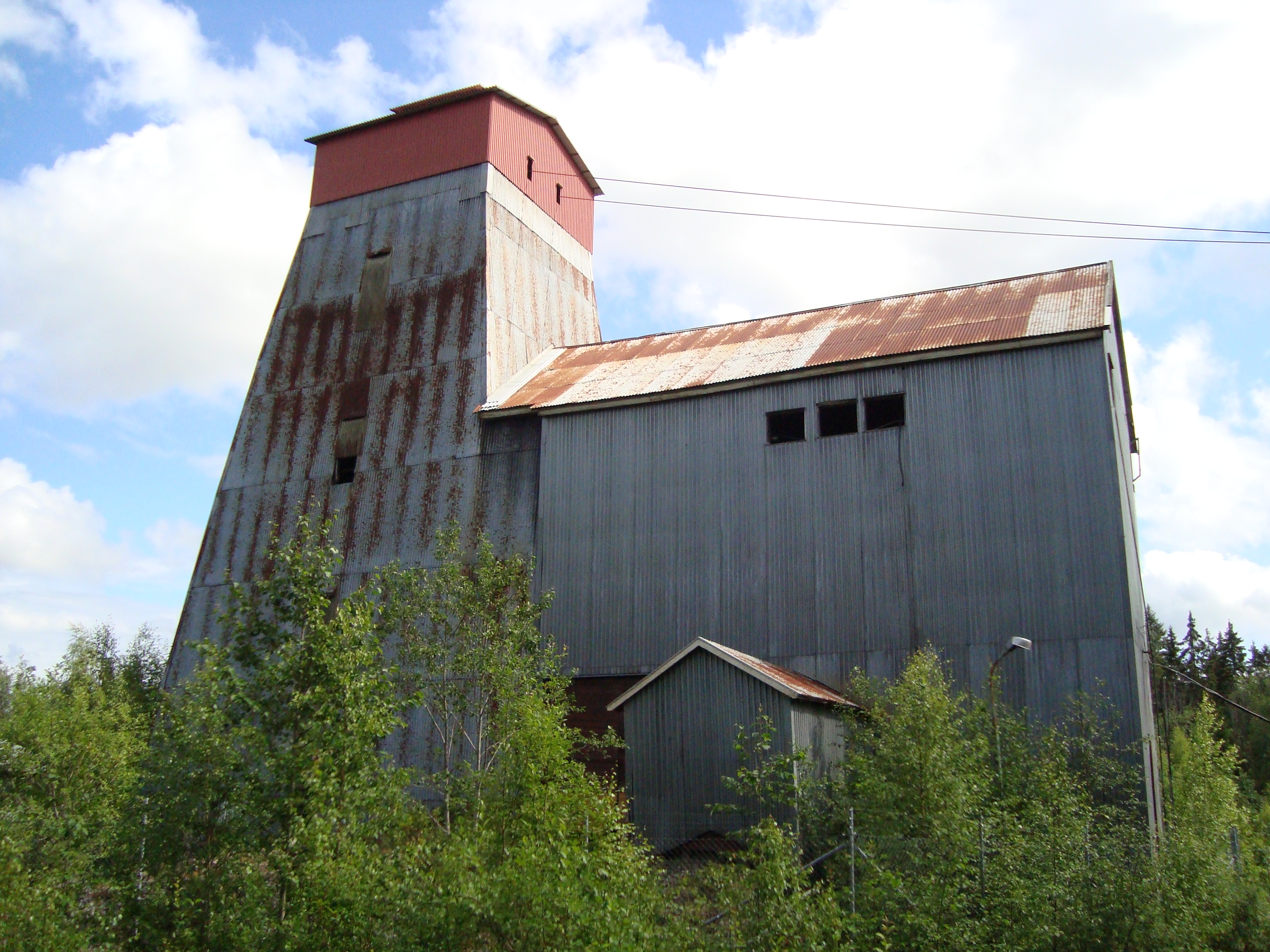
Gruvlaven.

Smältarmossgruvan, äldre namn Strångelsbogruvan, var en järnmalmsgruva (magnetitmalm) i Garpenberg, Dalarnas län (då Kopparbergs län) i bruk till 1979. 

## Historik

### Tiden före 1915
Smältarmossgruvan, som ursprungligen hette Strångelsbogruvan (efter den närbelägna gården Strångelsbo), har brukats i omgångar. Gruvan köptes 1854 av Garpenbergs bruk, men först 1872 kom brukets brytning igång. Brytningen varade då bara ett år. År 1900 grävde bruket (Garpenbergs AB) en kanal och länspumpade gruvan med hjälp av hästvind. 1901 togs brytningen upp igen, och fram till 1905, då brytningen upphörde, hade 4 913 ton malm uppfordrats. Denna malm, som bröts i dagbrott, var svavelhaltig och av relativt dålig kvalitet. Kopparbergs Enskilda Bank blev ägare till gruvan 1910, då Garpenbergs bruk gick i konkurs.

### 1915–1926

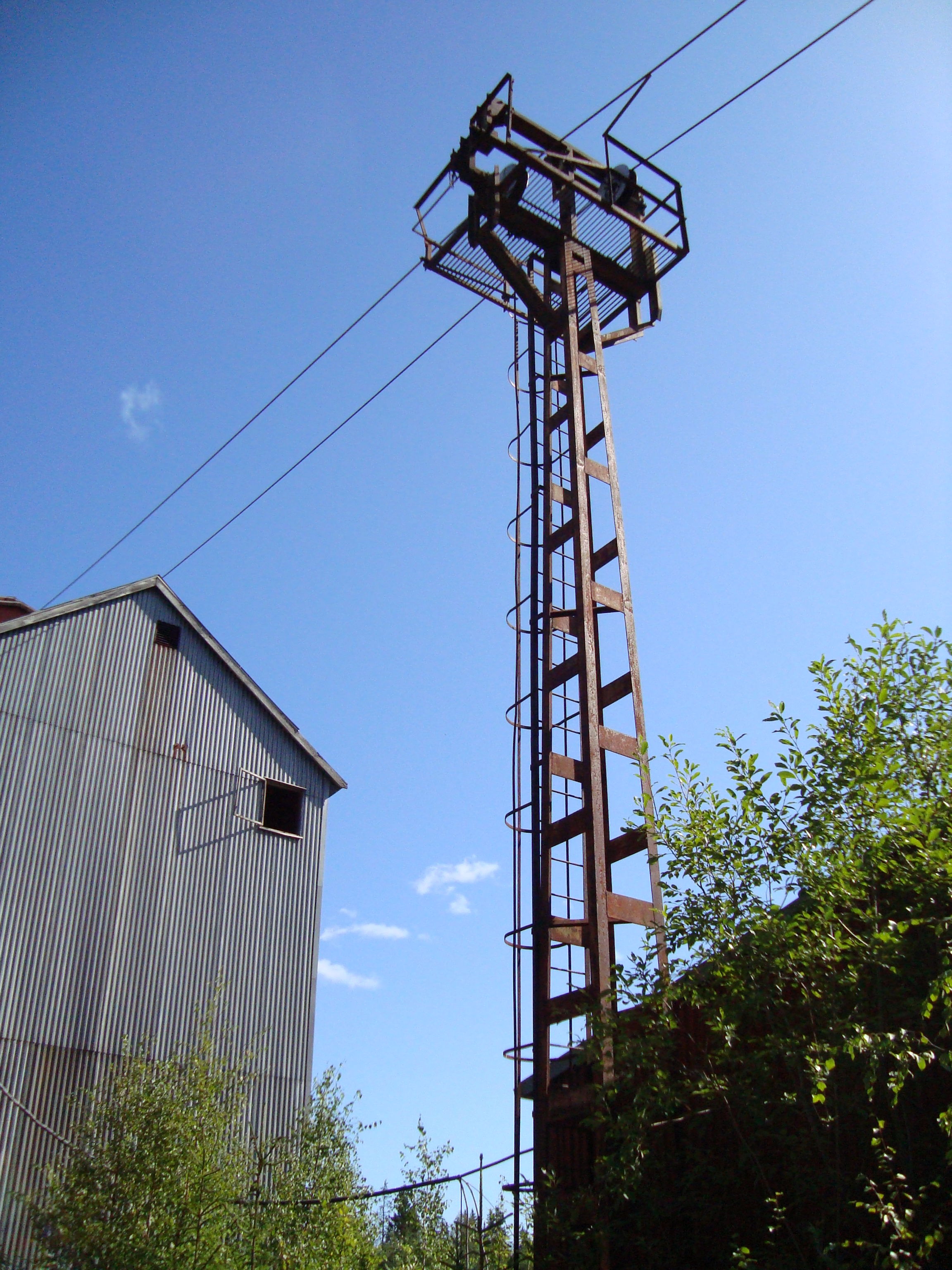
Vajerspelet.

Då det är fråga om magnetit gav kompassmätningar vid handen att det fanns mer malm längre ner i berget och 1915 påbörjades en djupare brytning, på cirka 75 meter, i samband med att gruvan såldes till Fors bruk. De nya ägarna pumpade ur vattnet och byggde ett maskinhus med kompressorer och vajerspel.  Den sista laven byggdes 1918 och var i trä som plåtkläddes och senare byggdes om.
Gruvan var uppdelad i Västra Smältarmossgruvan respektive Östra Smältarmossgruvan. Rällingsbergs Grufaktiebolag köpte de båda gruvorna av Fors bruk i Fors 1916 för att trygga malmförsörjningen till den masugn Rällingsberg arrenderade av bruket. 
1918 elektrifierades gruvområdet och ett nytt spelhus byggdes i tegel. Ett eget normalspårigt järnvägsspår drogs för att frakta malmen till Finnhyttans station och därifrån via Gruvgården-Fors järnväg transporteras till masugnen i Fors.

### Tiden efter 1926
1926 köptes Rällingsbergs Grufaktiebolag av Fagerstakoncernen och samma år upphörde arrendet av masugnen i Fors. Fors produktion flyttade till Horndals bruk och i samband med detta lades gruvdriften i Smältarmossen ner, men gruvan hölls torr. Gruvan började efter den tillfälliga stängningen brukas igen i maj 1929 för att förse Klosters bruk i Långshyttan med malm. En linbana planerades för att kunna leverera till Klosters bruk, via Dala-Åsbo station, längs Byvalla-Långshyttans Järnväg. Detta då Byvalla-Långshyttans Järnväg var smalspårig och därmed krävde omlastning av malm i Byvalla för vidare transport till Långshyttan. Linbanan byggdes dock aldrig. 
Redan 1930, under den stora konjunkturnedgången, fick dock arbetet ställas in. 1934 vände konjunkturen och gruvdriften återupptogs i mars detta år. 14 januari 1935 förstörde en brand gruvans hela anrikningsverk förutom delen där kulkvarnen fanns. Detta gjorde att endast rik malm kunde malas och separeringsprocessen uteblev. Detta kompenserades dock på bruket genom att detta sintergods under 1935 blandades med slig (finmalen malm) av högre kvalitet från lagren av den nedlagda gruvan Rällingsberg. Genom produktionsökning byggdes ett lager upp även i Smältarmossgruvan, vilket gjorde att ett nytt anrikningsverk kunde börja byggas i maj 1935 och tas i drift i slutet av året. En högspänningsledning från Stjärnsund, inkopplad på Klosters bruks högspänningsnät, drogs 1936 och schaktet sänktes från 190 till 250 meter under slutet av 1930-talet.  En annan motgång var när en underjordisk del av gruvan rasade 1943.
Malmen blev efterhand mer svavelhaltig, vilket fick till följd att stora mängder svavelrik slig förvarades från slutet av 1940-talet till början av 1950-talet, då Fagersta övergick till svavelrenat kokstackjärn. Ett byte av anrikningskvarn 1955, från den gamla kulkvarnen till en Gröndalskvarn, gav en mycket stor effektivitetsökning. 1951 var gruvans djupaste ort på 315-metersnivån, men det djupet övergavs 1953, då det inte ansågs lönande att bedriva brytning på. Man bedrev istället brytningen i huvudsak på 223 meters djup och även på 115 respektive 70 meter.

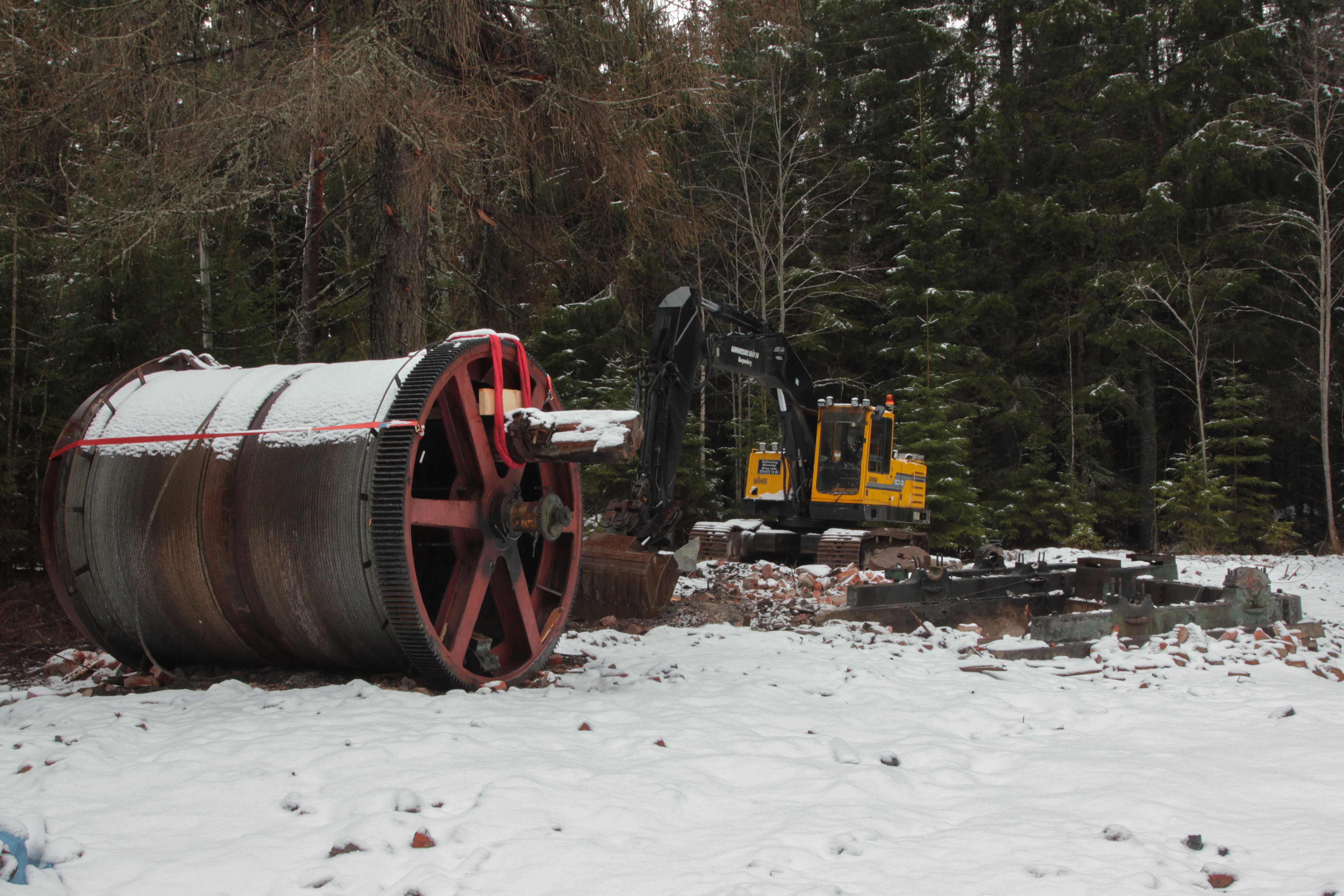
Rivning av Smältarmossgruvan 2012. Lintrumman flyttades till Tuna-Hästbergs besöksgruva.

Smältarmossgruvan drevs under 1950-talet med ett skiftlag. Detta berodde på att det var svårt att få tag på arbetskraft i tillräcklig omfattning. Vidare visade det sig att det fanns stora partier gråberg i malmkroppen som måste fraktas upp, något som tog värdefull tid och resurser i anspråk. 1955 förstärktes laven med en invändig järnkonstruktion och ytterligare förbättringar på lave och anrikningsverk gjordes fram till 1965. Gruvkontoret, förrådet och verkstaden eldhärjades 1971, men ersattes. 1977 lades brytningen ner och arrenderades ut till Boliden, som genomförde undersökningar till 1979, för att sedan köpa gruvan 1980, men inte göra något mer med den.
Vissa planer fanns på att använda gruvan för deponi av anrikningssand, men dessa blev inte av utan bolaget utökade istället sitt sandmagasin i Ryllshyttan.
Gruvlaven, gruvstugan, gruvkontoret, transformatorn, maskinhuset och förråd fanns kvar vid Riksantikvarieämbetets inventering 1993, men efter det har gruvstugan och anrikningsverket rivits. I september 2011 revs laven och våren därpå resterande byggnader.

## Malmhalt
Malmen hade, år 1920, följande fördelning:
| Förening           | Procenthalt |
| ------------------ | ----------- |
| Fe3O4              | 83,71       |
| SiO2               | 6,41        |
| FeO                | 3,15        |
| MgO                | 2,66        |
| CaO                | 1,53        |
| Al2O3              | 0,90        |
| MnO                | 0,12        |
| S                  | 0,032       |
| P2O5               | 0,005       |
| Förbränningsavgång | 0,78        |

## Galleri

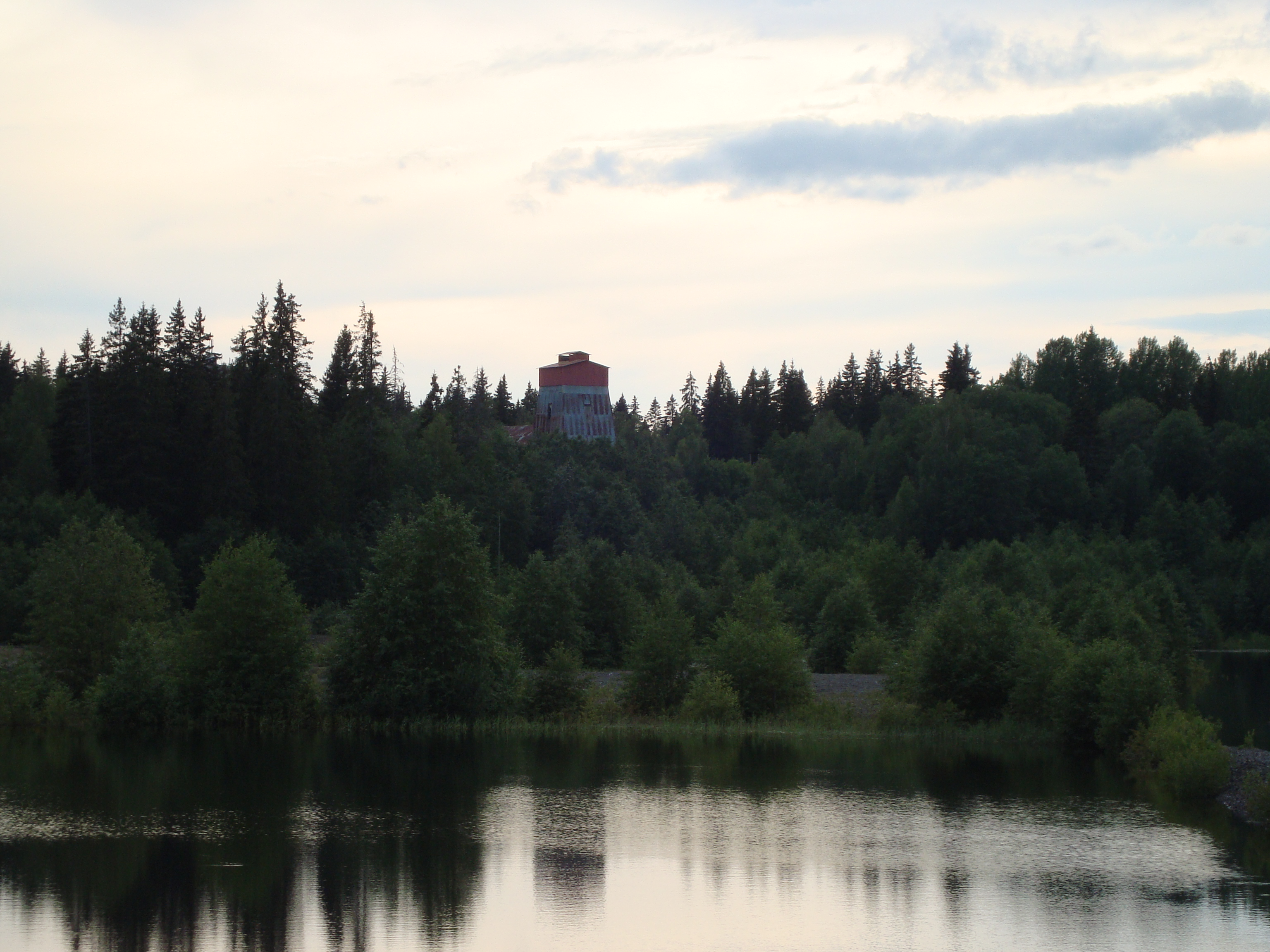
Laven i Smältarmossen sedd från Finnhytte-Dammsjön.
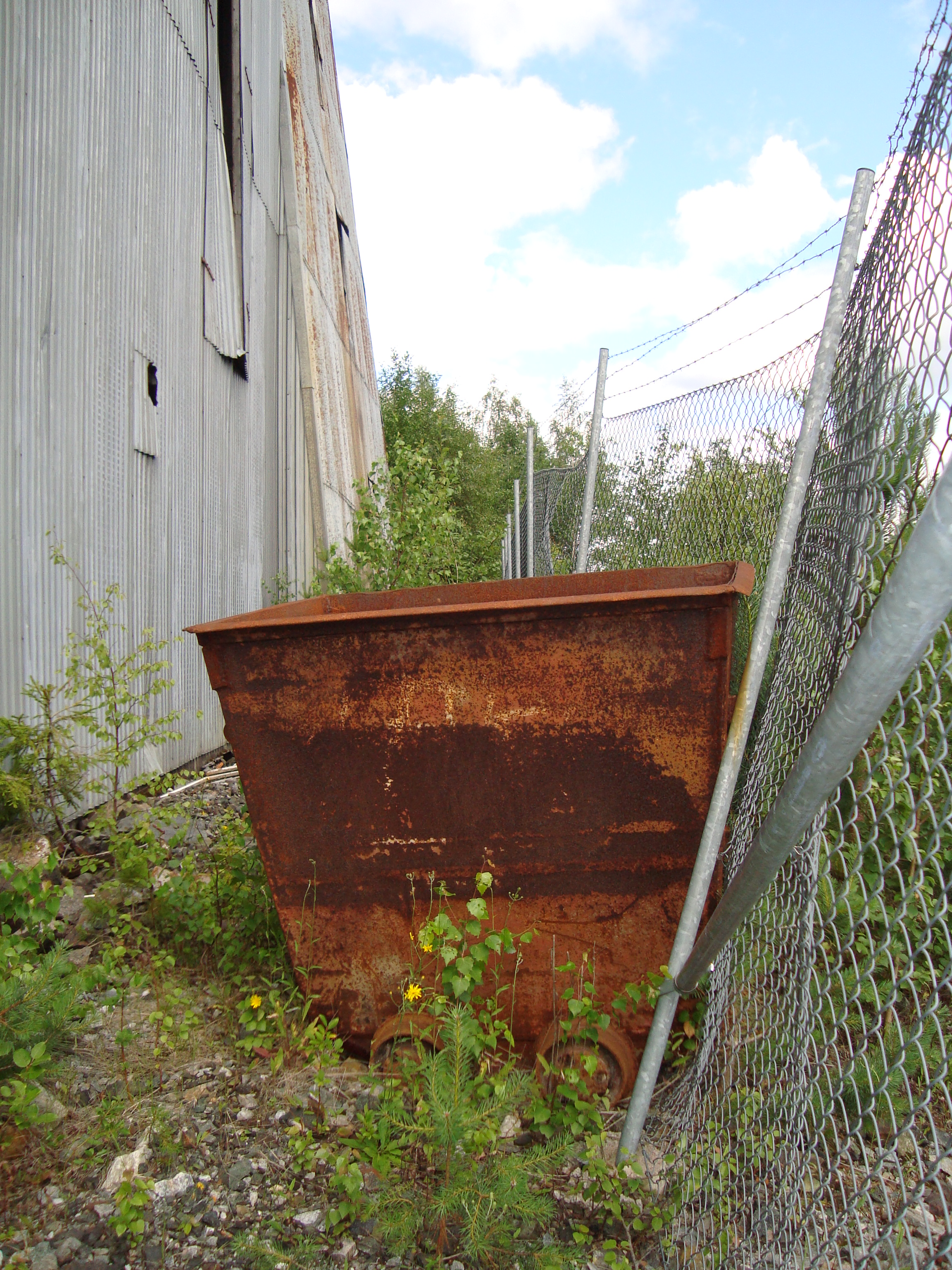
Malmhund.
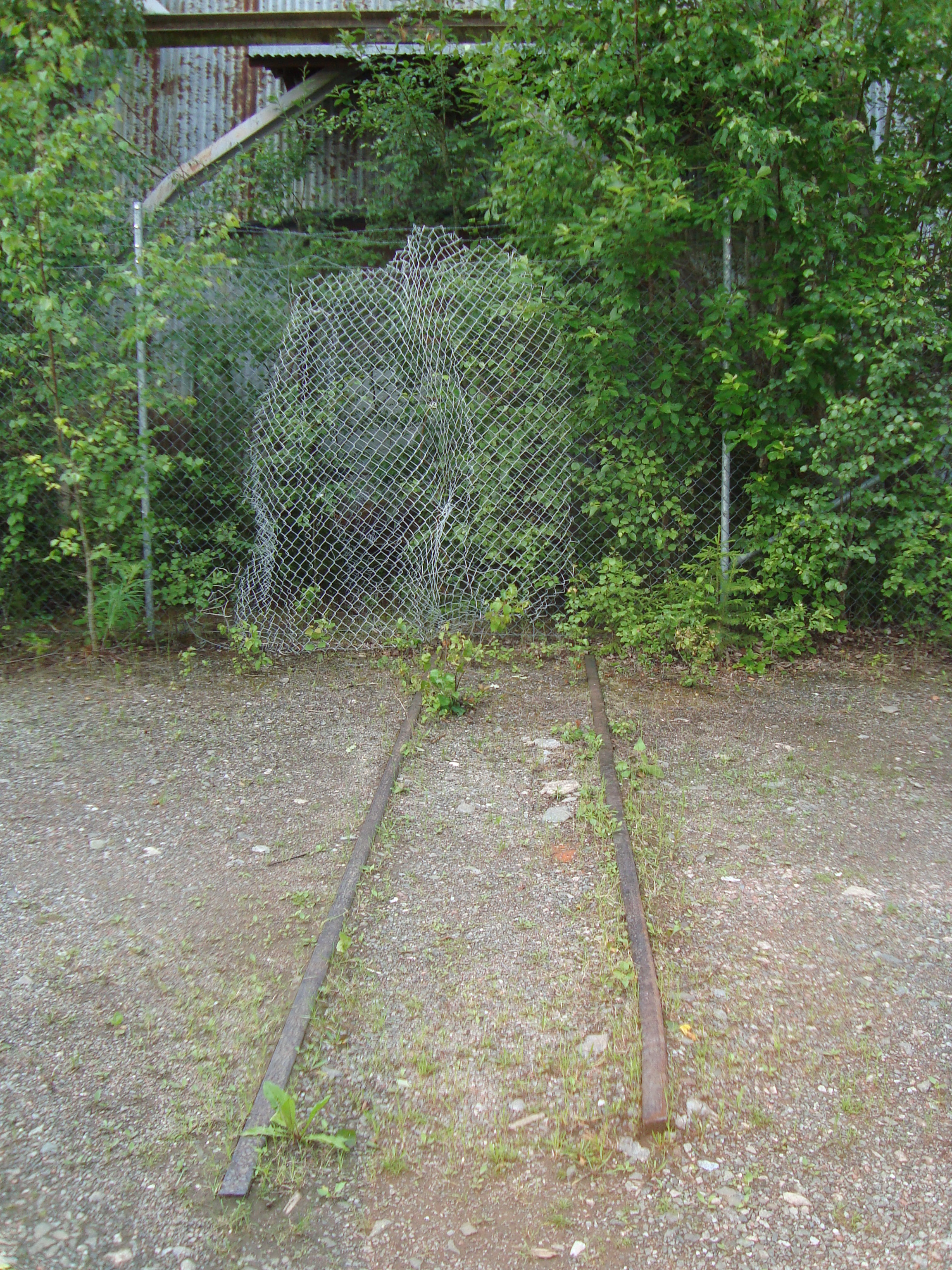
Spår för malmhund.
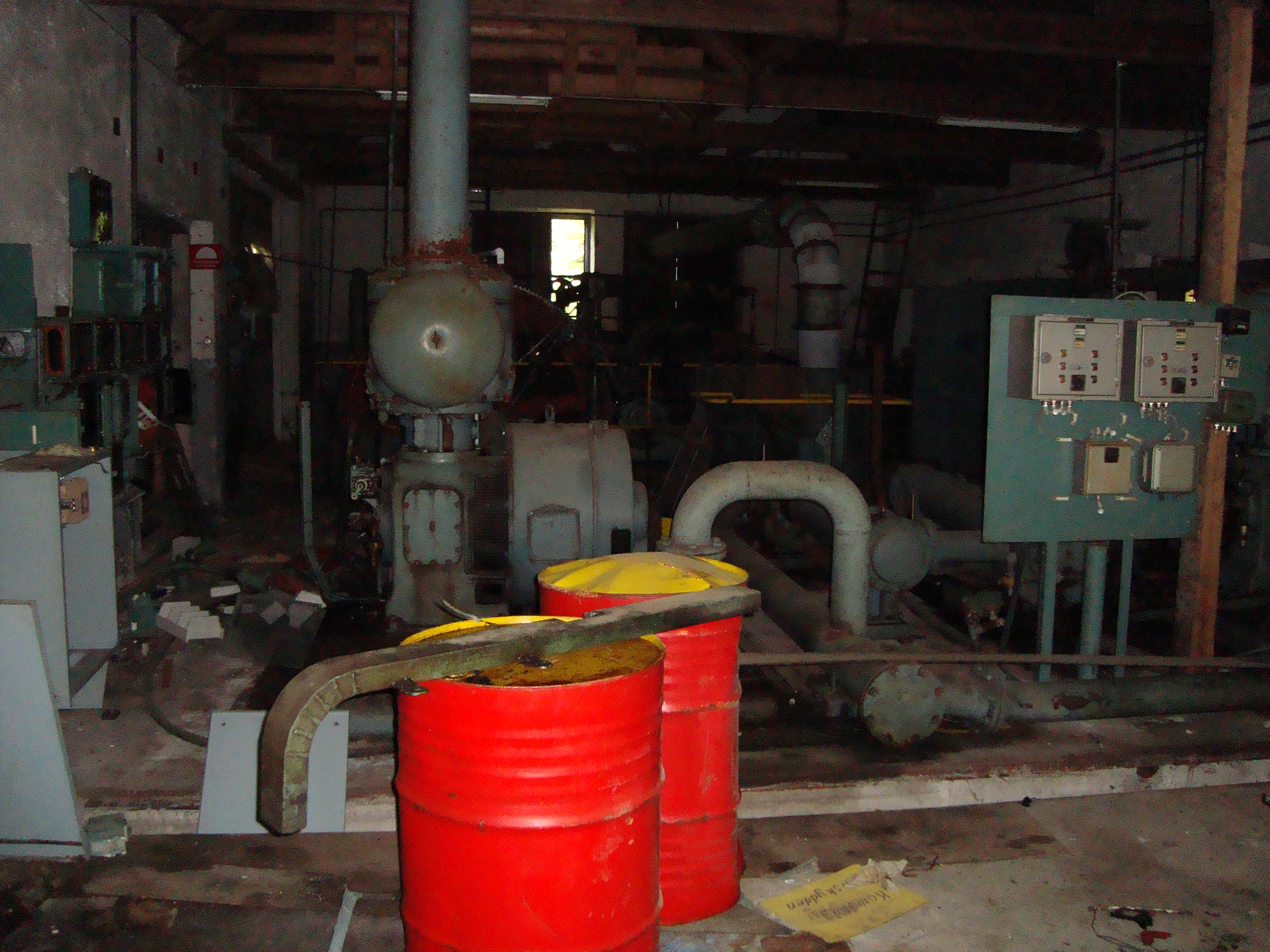
Maskinhuset.
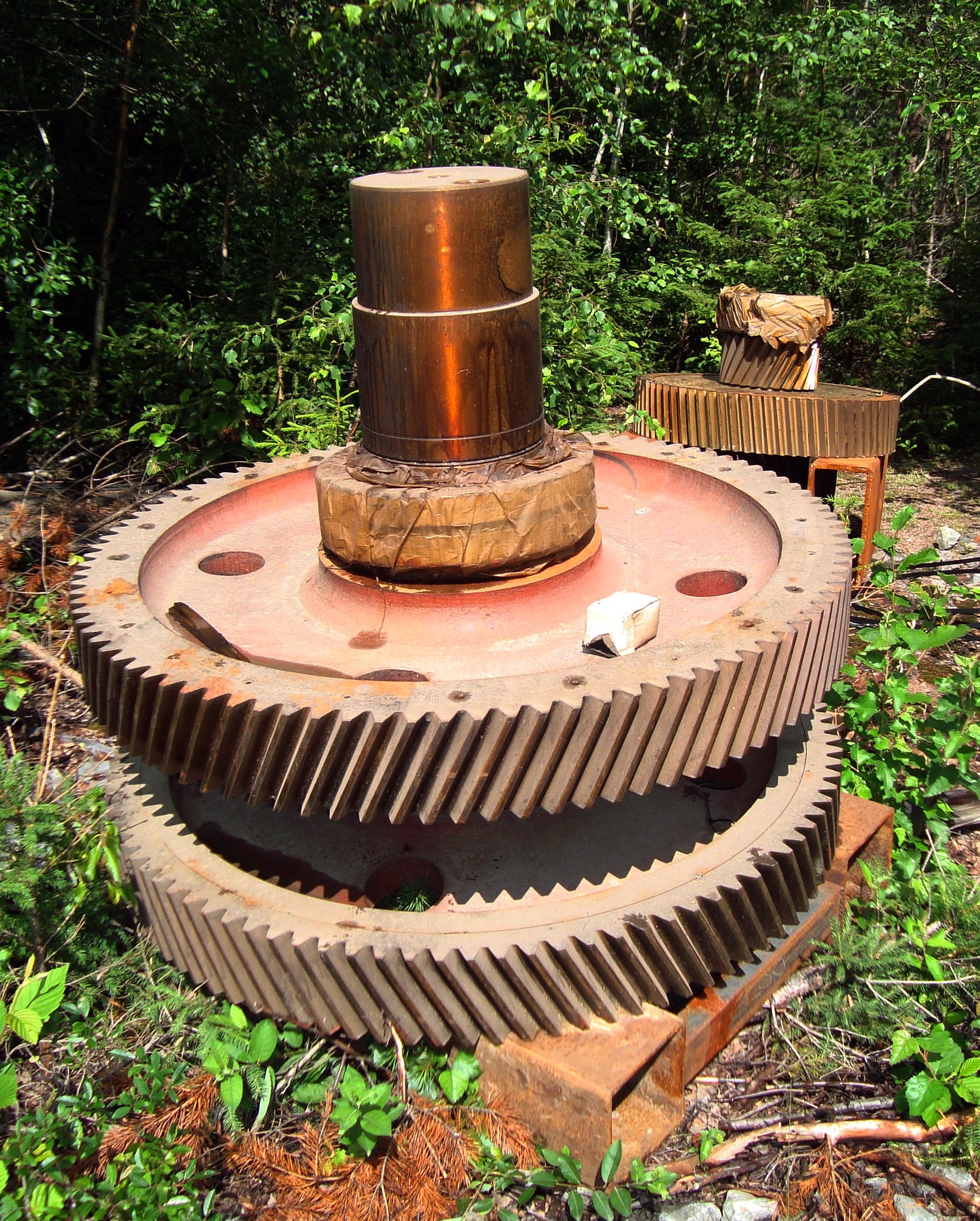
Gamla kugghjul vid gruvan.